# Юго-Восточный фронт (Великая Отечественная война)
Юго-Восточный фронт — один из фронтов Красной Армии на начальном этапе Великой Отечественной войны. Образован 7 августа 1942 года, директивой Ставки ВГК № 170554 от 5 августа 1942 года, с использованием части подразделений Сталинградского фронта (1-го формирования). 
В состав Юго-Восточного фронта входили 51-я, 57-я, и 64-я армии, а впоследствии и 1-я гвардейская, 62-я, 28-я и 8-я воздушная армии.
Фронт действовал на южном фасе внешнего оборонительного обвода Сталинграда. В оперативном подчинении фронта находилась также Волжская военная флотилия, Сталинградский военный округ и Сталинградский район ПВО.
28 сентября 1942 года был преобразован в Сталинградский фронт (2-го формирования).

## Командование

### Командующий
- Ерёменко, Андрей Иванович, генерал-полковник[2][3].

### Члены Военного Совета
- Лайок, Владимир Макарович (в августе 1942 года), бригадный комиссар;
- Хрущёв, Никита Сергеевич (с сентября 1942 года), член Политбюро ЦК ВКП(б)[4][3].

### Начальник штаба
- Захаров, Георгий Фёдорович, генерал-майор[3].

Начальник инженерных войск фронта
- Генерал-майор инженерных войск Шестаков, Владимир Филиппович (5 августа 1942 года - 1943 год)

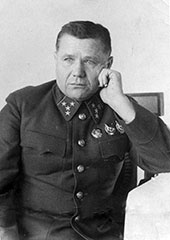
Командующий фронтом А. И. Ерёменко
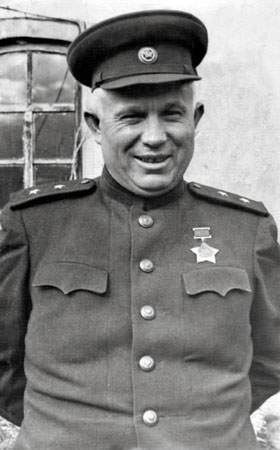
Член Военного совета Н. С. Хрущёв
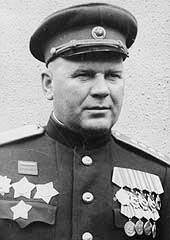
Начальник штаба Г. Ф. Захаров